# Heimburg (Niederheimbach)
Die Heimburg (auch Burg Hohneck, seltener Burg Hoheneck genannt) ist eine mittelalterliche Burg im UNESCO-Welterbe Oberes Mittelrheintal, Landkreis Mainz-Bingen, Rheinland-Pfalz, Deutschland.
Sie ist nicht mit den gleich oder ähnlich lautenden Burgen Hohenecken bei Kaiserslautern und Hoheneck bei Ipsheim zu verwechseln. Der Name der Heimburg oder der Burg Hohneck, entstanden aus den beiden Formen „Hain(bach)eck“ und „Hein(bach)burg“ bzw. „Hein(bach)berg“, wurde im Laufe der Jahrhunderte verschieden wiedergegeben: 1305 zunächst Haineck, dann Heyenburg, 1344 erstmals Heimburg wie heute. 1350 hieß sie Burg Heymberg oder Hoh(e)neck.

## Lage
Die Höhenburg steht auf einem Felsvorsprung am nordöstlichen Steilhang des Binger Walds direkt oberhalb von Niederheimbach, das zwischen Bingen und Bacharach am Rhein liegt. Von Bingen bzw. vom dortigen Rheinknie ist sie etwa 10 bzw. 8 km (Luftlinie) entfernt.

## Geschichte
Ende des 13. Jahrhunderts wurde Niederheimbach als kurmainzischer Besitz eine Enklave, da der Pfalzgraf bei Rhein einige Burgen (Burg Fürstenberg, Burg Sooneck, Burg Reichenstein) und Besitz sowohl nördlich als auch südlich davon erlangte. Um seinen Besitz zu sichern, ließ der Erzbischof von Mainz die Heimburg von etwa 1294 (andere Angaben verweisen auf 1290) bis 1305 als Grenzburg erbauen. Sie wurde 1315 und 1326 bis '28 verstärkt.
Nachdem der Pfälzer 1344 zugunsten von Kurmainz auf seine Besitzungen verzichtete, wurde die Burganlage schnell strategisch bedeutungslos.
Bis 1438 war sie Sitz eines Mainzer Untergerichts. Wie die meisten Burgen im Mittelrheintal wurde sie im Pfälzischen Erbfolgekrieg zerstört. Im Zuge der Rheinromantik erfolgte ein teilweiser Wiederaufbau durch den Augenarzt Teut von Wackerbarth und danach durch Eduard Rabeneck.
Beim späteren Ausbau durch den Industriellen Hugo Stinnes wurden der Torbau und der Wohntrakt Richtung Südosten errichtet. Zusätzliche Fensteröffnungen und der Zinnenkranz stammen ebenfalls aus dieser Zeit. Die Grundmauern des Turmes und der Ringmauer stammen noch aus dem Mittelalter.
Die Burg ist heute in Privatbesitz und kann nicht besichtigt werden.